# Patrick Le Rolland
Pour les articles homonymes, voir Rolland.
Patrick Le Rolland, né le 15 mai 1943 à Hengoat (Côtes-du-Nord) et mort le 28 août 2014 à Varennes-sur-Loire, est un cavalier et entraîneur de dressage français. Il était également consultant pour des cavaliers de haut niveau (Maine-et-Loire).

## Biographie
Patrick Le Rolland a été écuyer du Cadre noir de Saumur de 1964 à 1980 et tout premier entraîneur de l'équipe de France de dressage de 1981 à 1985. À ce titre, il a notamment travaillé avec Margit Otto Crepin et Dominique d'Esmé.
Il est un des rares cavaliers au monde à avoir obtenu la note de 10 sur 10 en position en concours international de dressage.
Patrick Le Rolland a participé à 2 Jeux Olympiques : Munich 1972 comme cavalier et Los Angeles 1984 comme entraineur de l'équipe de France de Dressage.
Patrick Le Rolland est un des parrains de l'Académie du spectacle équestre de Bartabas à Versailles.
En 2007, Patrick Le Rolland est cofondateur de PLR Equitation, marque française d'habillement et d'accessoires équestres.
Le long métrage Sport de filles réalisé par Patricia Mazuy, sorti en janvier 2012, est coscénarisé et librement inspiré de la vie de Patrick Le Rolland.

## Distinctions
Le 15 octobre 2016 est inauguré le " Manège Le Rolland " à l'École Nationale d'Equitation de Saumur, en présence entre autres de monsieur J.P Guerlain, de monsieur Ch. Vanier, Directeur de l'IFCE, du Colonel Teisserenc, Ecuyer en chef du Cadre Noir et des représentants des collectivités locales (ville, département, région).

## Palmarès
- Champion de France de Dressage avec Cramique (1970,1971,1972,1973),
- Vainqueur du Grand Prix (Reprise Libre) lors du Concours International de Rotterdam en 1970, avec Quipos,
- Participation aux J.O. de Munich en 1972, avec Cramique,
- 4e avec l'équipe de France, au Grand Prix d'Aix-la-Chapelle en 1973, avec Cramique,
- 7e au Championnat du Monde à Copenhague en 1974, avec Cramique,
- 3e avec l'équipe de France, au Grand Prix d'Aix-la-Chapelle en 1975, avec Cramique,
- 3e au Championnat de France de Dressage en 1978, avec Débarras,
- 12e au Championnat d'Europe à Aarhus en 1979, avec Débarras,
- 2e avec l'équipe de France, de la Coupe des Nations en 1979, avec Débarras,
- Participation, en tant qu'entraîneur national de l'équipe de France de Dressage, aux J.O. de Los Angeles en 1984.

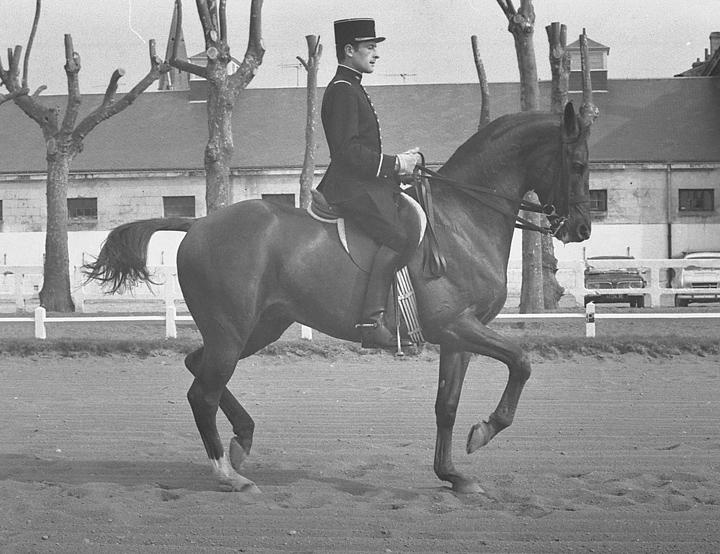
Patrick Le Rolland au piaffer sur Cramique - Saumur 1971
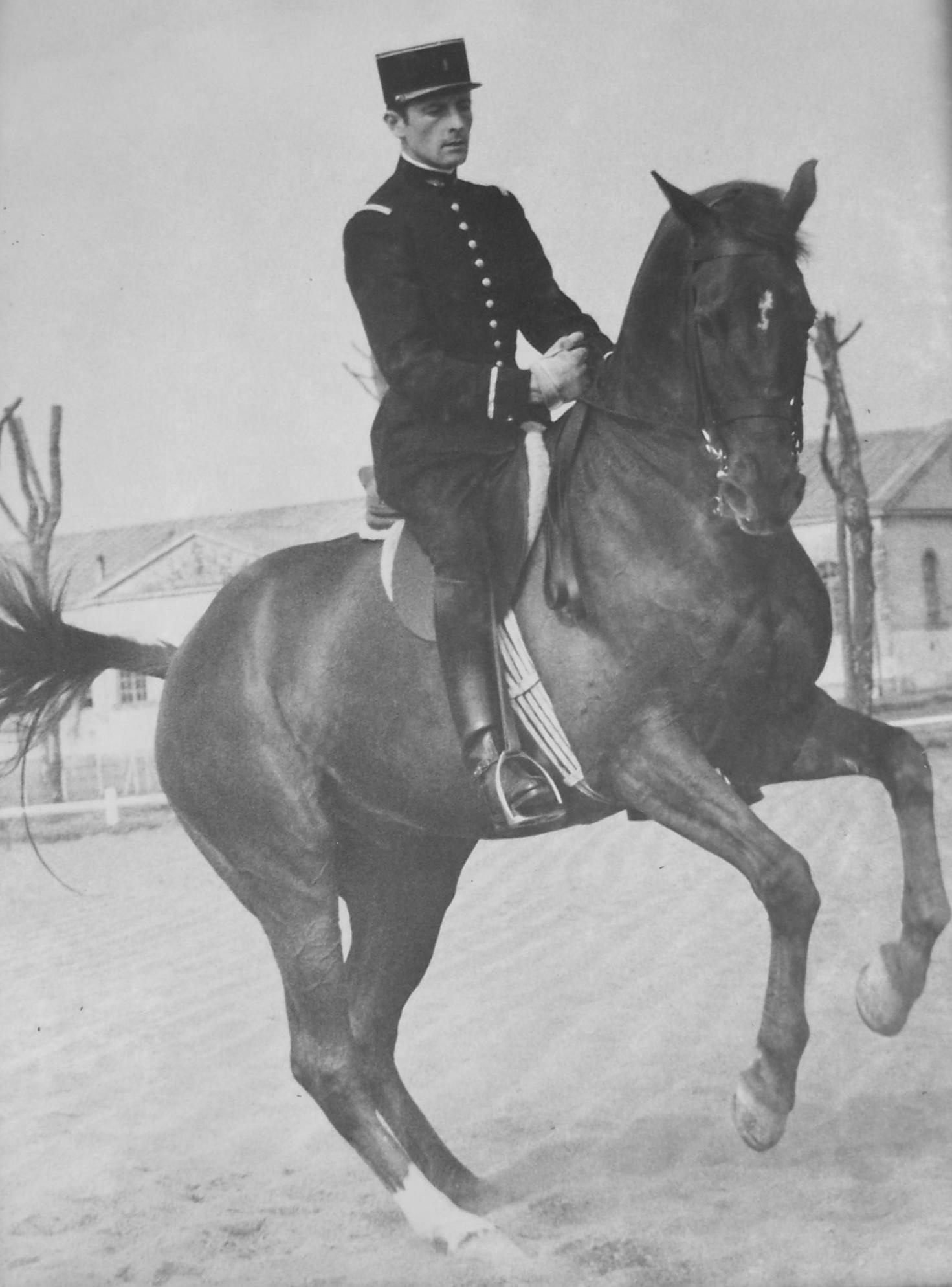
Pirouette au galop de Patrick Le Rolland montant Cramique - Saumur 1971
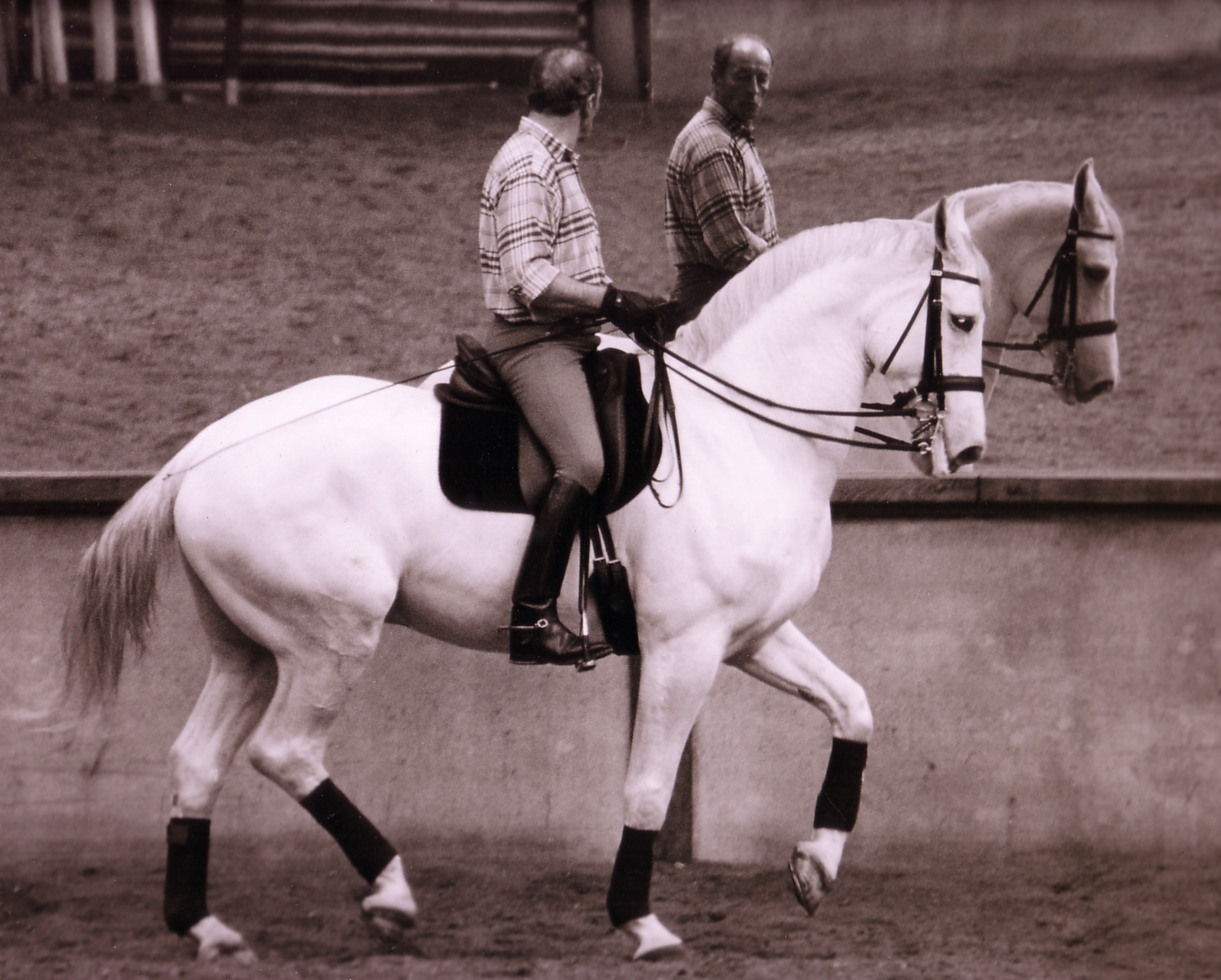
Patrick Le Rolland, piaffer devant miroir sur le cheval Galapagos (German Classic) - Court Saint-Étienne 1997